# Volynskite
La volynskite è un minerale appartenente al gruppo della matildite.